# NGC 7105
NGC 7105 је лентикуларна галаксија у сазвежђу Јарац која се налази на NGC листи објеката дубоког неба.
Деклинација објекта је - 10° 38' 6" а ректасцензија 21h 41m 41,3s. Привидна величина (магнитуда) објекта NGC 7105 износи 13,3 а фотографска магнитуда 14,3. NGC 7105 је још познат и под ознакама MCG -2-55-1, PGC 67181.